# Skimuseum Augsburg

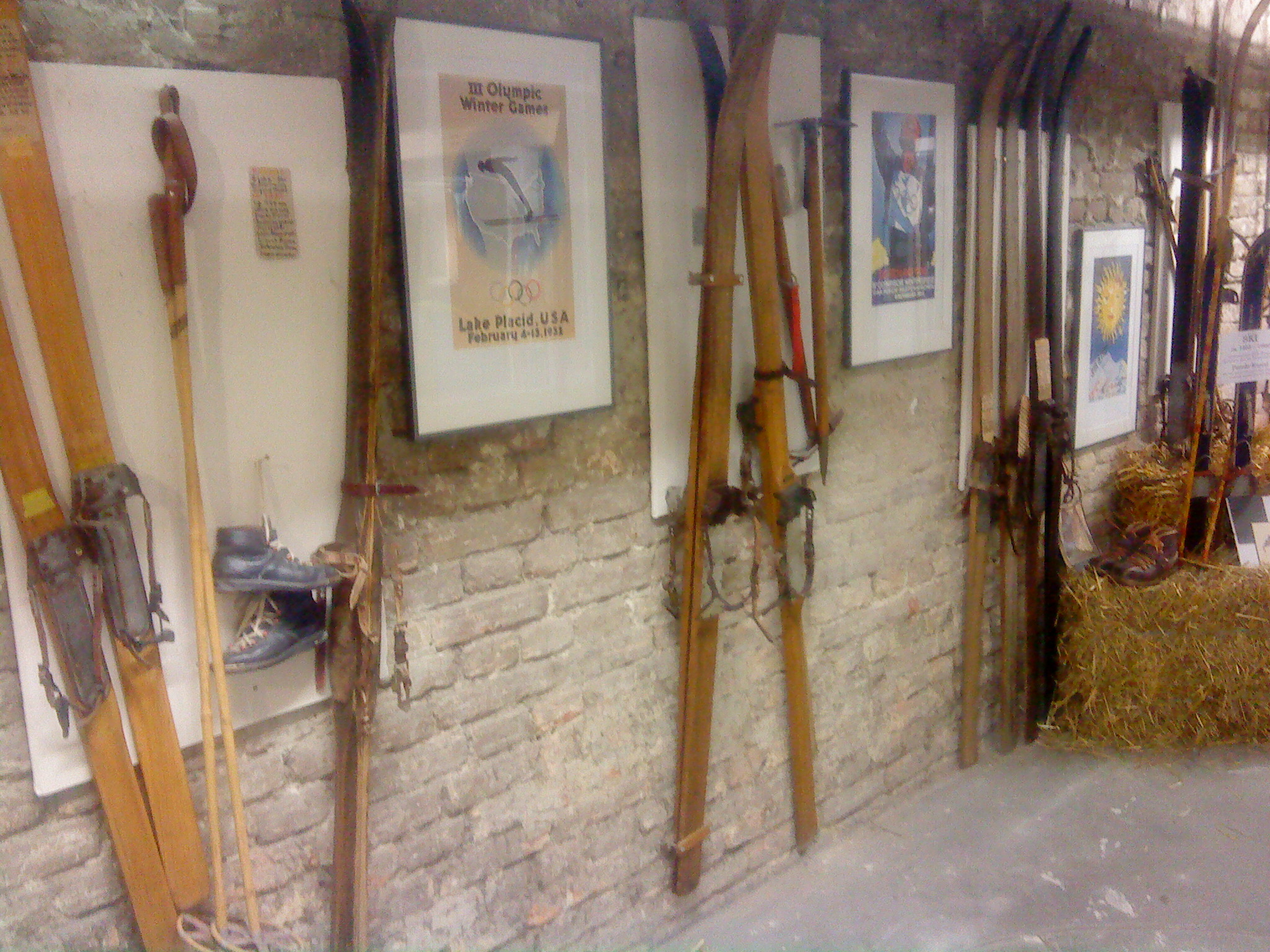
Skimuseum Augsburg

Das Skimuseum Augsburg befindet sich im Augsburger Textilviertel und beschäftigt sich mit Geschichte und Entwicklung des modernen Skisports. Es stellt auf einer Fläche von 300 m² verschiedene historische und zeitgenössische Exponate aus.

## Lage
Das Skimuseum wurde auf einem eigenen Stockwerk des Fabrikschlosses, einem ehemaligen Fabrikgebäude einer Spinnerei und Weberei, untergebracht, wo es sich den Platz mit dem Turbinenmuseum Augsburg teilt. Das Fabrikschloss liegt im Textilviertel am östlichen Rand der Altstadt.

## Einrichtung und Betrieb
Anfang Dezember 2006 wurde das Skimuseum von einem Augsburger Verkaufshaus für Sportwaren zur Steigerung der Attraktivität seiner ebenfalls im Fabrikschloss gelegenen Verkaufsflächen eröffnet, nachdem es vorher von Horst Remmelmayr, einem Ski-Experten des TSV Schwaben Augsburg, gestaltet worden war. Das Museum wird von dem erwähnten Unternehmen unterhalten und betrieben und ist während der Öffnungszeiten des normalen Sportwarenverkaufs geöffnet.

## Ausstellung
Das Skimuseum wurde aus Exponaten von Sammlern aus Deutschland, Japan, Norwegen, Österreich und dem Sudetenland zusammengestellt.
Themenschwerpunkt ist die Entwicklung der Wintersportgeräte während des 20. Jahrhunderts, so dass dementsprechend 200 Skimodelle sowohl historischer als auch moderner Bauart und dazu passend 30 Paar verschiedener Skistiefel ausgestellt sind. Den Höhepunkt der Ausstellung bildet ein Zügel-Ski aus dem Jahr 1890. Ferner sind Langlaufskier und -schuhe und Schlittschuhe zu betrachten.
Ein weiteres Augenmerk der Ausstellung liegt auf Druckerzeugnissen vor allem aus den ersten Jahren des professionellen Skisports. So kann man nicht nur Bilder, Kalender, Literatur und Zeitungsausschnitte, sondern auch alle farbigen Werbeposter der Olympischen Winterspiele seit 1924 in Augenschein nehmen.